# Ernest Lawson
Ernest Lawson (Halifax, 22 marzo 1873 – Coral Gables, 18 dicembre 1939) è stato un pittore canadese.
Pittore paesaggista, fece parte del gruppo de "Gli otto". Per la sua lunga e continuativa permanenza negli Stati Uniti, è considerato un artista statunitense.

## Biografia
Ernest Lawson nacque ad Halifax, in Nuova Scozia, piccola Provincia-isola del Canada. Nel 1888 la famiglia si trasferì negli Stati Uniti, a Kansas City, nel Missouri e tre anni dopo a New York. Lì il diciottenne Ernest si iscrisse alla "Art Students League of New York", dove ebbe per maestro il pittore John Henry Twachtman che lo introdusse allo spirito e alla tecnica dell'impressionismo. Twachtman ebbe grande influenza su Lawson, specie in quei primi anni di formazione. Durante i periodi estivi degli anni 1890, agli insegnamenti di Twachtman si aggiunsero quelli di Julian Alden Weir che Lawson frequentava a Cos Cob, nel Connecticut.

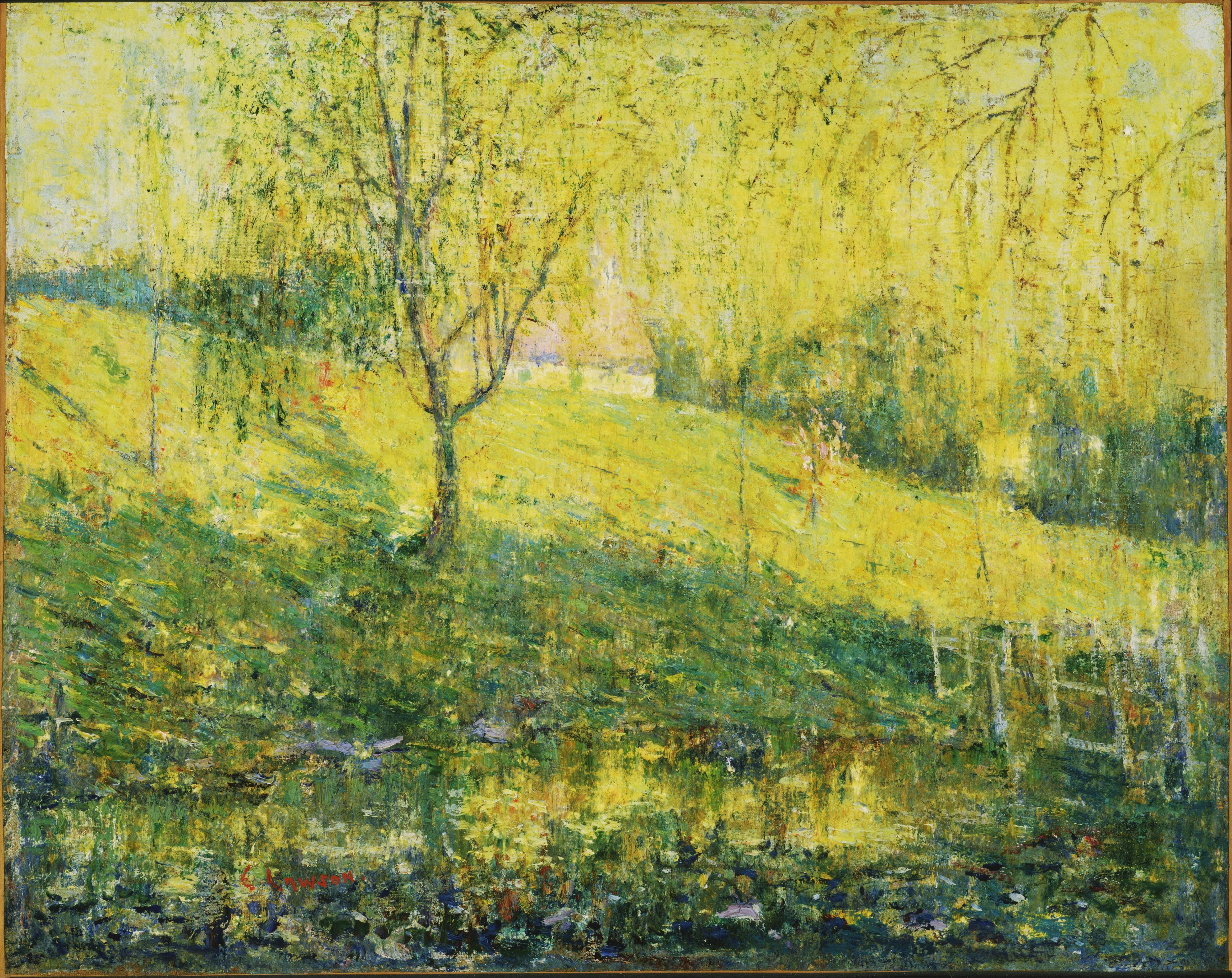
Primavera

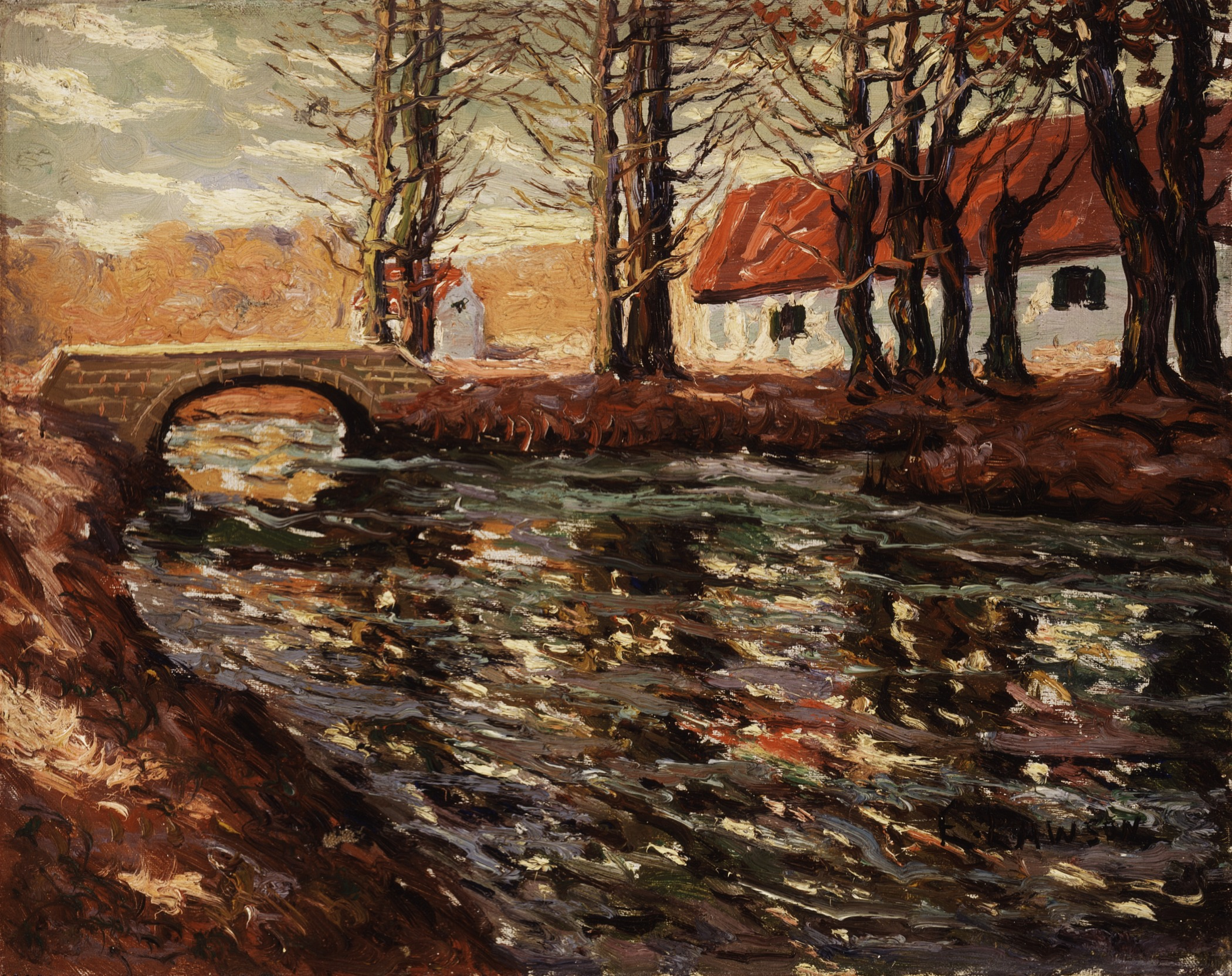
Paesaggio fluviale

Nel 1893 Lawson decise di recarsi a Parigi, esperienza obbligata per ogni artista del tempo, e di iscriversi all'Académie Julian negli atelier di Jean-Joseph Benjamin-Constant e di Jean-Paul Laurens. Soggiornò anche nel sud della Francia, dove dipinse en plein air e si recò a Moret-sur-Loing. Lì fece la conoscenza di Alfred Sisley, della cui esperienza fece tesoro e, appena un anno dopo il suo arrivo in Francia, Lawson espose due quadri al Salon.

Durante il suo soggiorno a Parigi, Lawson divise la sua abitazione con lo scrittore Somerset Maugham. È opinione che costui si sia ispirato alla figura di Lawson per descrivere il personaggio di Frederick Lawson nel suo romanzo Of Human Bondage del 1915. 
Rientrato in America nel 1896, Lawson sposò Ella Holman, che era stata sua insegnante d'arte all'Istituto d'arte di Kansas City. Da quell'anno egli cominciò a mettere in pratica la sua personale concezione estetica della pittura e nel 1898 si stabilì a Washington Heights nell'Upper Manhattan. Poi, nel 1903, si associò progressivamente con altri artisti indipendenti che lo incoraggiarono a proseguire per la sua strada. In particolare Robert Henri e William Glackens. Durante i due decenni successivi Lawson si interessò dei paesaggi d'interfaccia fra la città e la campagna, delle zone di transizione, dove i campi, i ponti, le barche ormeggiate, le colline boscate e i declivi rocciosi costituivano la parte ancora campestre delle metropoli (Le Fleuve Harlem, Spuyten Duyvil). 
I quadri di Lawson mostrano dei paesaggi solitari, spesso deserti. Come altri artisti, egli si spostava di frequente alla ricerca di nuovi soggetti; questo spirito di ricerca lo condusse in diversi Stati americani, come il New Hampshire, la Nuova Scozia, il Kansas, il Colorado, il Tennessee, il Nuovo Messico, il Connecticut e la Florida, sino ad approdare di nuovo in Europa per conoscere la Spagna. 
Nel 1907 Lawson, a 34 anni, decise di realizzare la sua prima mostra personale, scegliendo i locali della "Pennsylvania Academy of the Fine Arts". Ottenne un premio per un suo Paesaggio d'inverno, tema al quale era particolarmente affezionato. L'anno seguente entrò a far parte di un gruppo di artisti contestatori che sarà noto come il gruppo degli otto: The Eight. Il gruppo comprendeva anche Robert Henri, William James Glackens, John French Sloan, George Luks, Everett Shinn, Arthur Bowen Davies e Maurice Prendergast.

Nonostante le sue opere avessero estimatori importanti fra i collezionisti degli anni 10 e degli anni 20 (come John Quinn, Duncan Phillips, Albert Barnes o Ferdinand Howald che creò la collezione moderna del "Columbus Museum of Art"), Lawson subì una spietata concorrenza da parte degli artisti del circolo di Alfred Stieglitz, nonché di altri movimenti pittorici minori.

Lasciò allora New York, per stabilirsi a Coral Gables in Florida. Era il 1936.
Nei suoi ultimi anni Lawson si concentrò principalmente sui paesaggi della Florida. Cadde però in un profondo stato depressivo, anche a causa di un'artrite che non gli risparmiava forti sofferenze. Nel 1939 il suo corpo fu rinvenuto su una spiaggia nei pressi di Coral Gables. Qualcuno si chiese se la sua morte non fosse in realtà un suicidio. Lawson morì all'età di 66 anni.

## L'uomo e l'artista. Gli otto.
Sotto diversi aspetti, e nonostante ne avesse la fama, Ernest Lawson fu un artista ribelle assai poco credibile. Era, infatti, un uomo gentile e affabile, e non aveva alcuna propensione per il "mettersi in evidenza". Parimenti non difendeva quella pittura realista che esaltava gli aspetti più problematici della moderna vita urbana. Ciò lo distingueva nettamente dai cinque più importanti membri del gruppo de "Gli otto", fondatori di quella che veniva chiamata la "Ashcan School".

Lawson non aveva attorno, al contrario di Henri, Sloan e Luks, una corte di ammiratori e nessuno lo avrebbe mai definito un radicale. Più vicino al suo carattere era invece l'ottavo membro del gruppo, Maurice Prendergast, uomo riservato e molto professionale.Tuttavia egli condivideva le preoccupazioni del gruppo sul fatto che il sistema di esposizione dei quadri a New York era, di fatto, un sistema chiuso, esclusivo, conservatore e assai poco incline ad accettare qualsiasi innovazione.
 
Al pari di molti pittori americani dell'epoca Lawson non era pronto ad abbandonare l'arte figurativa per intraprendere le nuove strade suggerite dal cubismo, dal fauvismo o dal futurismo, ma era comunque disponibile a nuovi linguaggi e al post-impressionismo, ed era una ammiratore di Paul Cézanne. 
Nel 1909, Lawson fu nominato membro associato dell'"Academia americana del design" e ne divenne accademico a tutti gli effetti nel 1917. Fu anche membro del "Canadian Art Club" dal 1911 al 1915 e nel 1913 partecipò all'Armory Show (mostra d'arte internazionale). Lungo tutta la sua carriera Lawson fu sempre regolarmente accolto dalle gallerie e ottenne numerosi premi. Ma niente di tutto ciò si tradusse in grandi vantaggi economici o lo rese particolarmente famoso. Egli, al contrario, ebbe sovente problemi finanziari e negli ultimi anni soffrì di una salute malferma.

## Galleria d'immagini

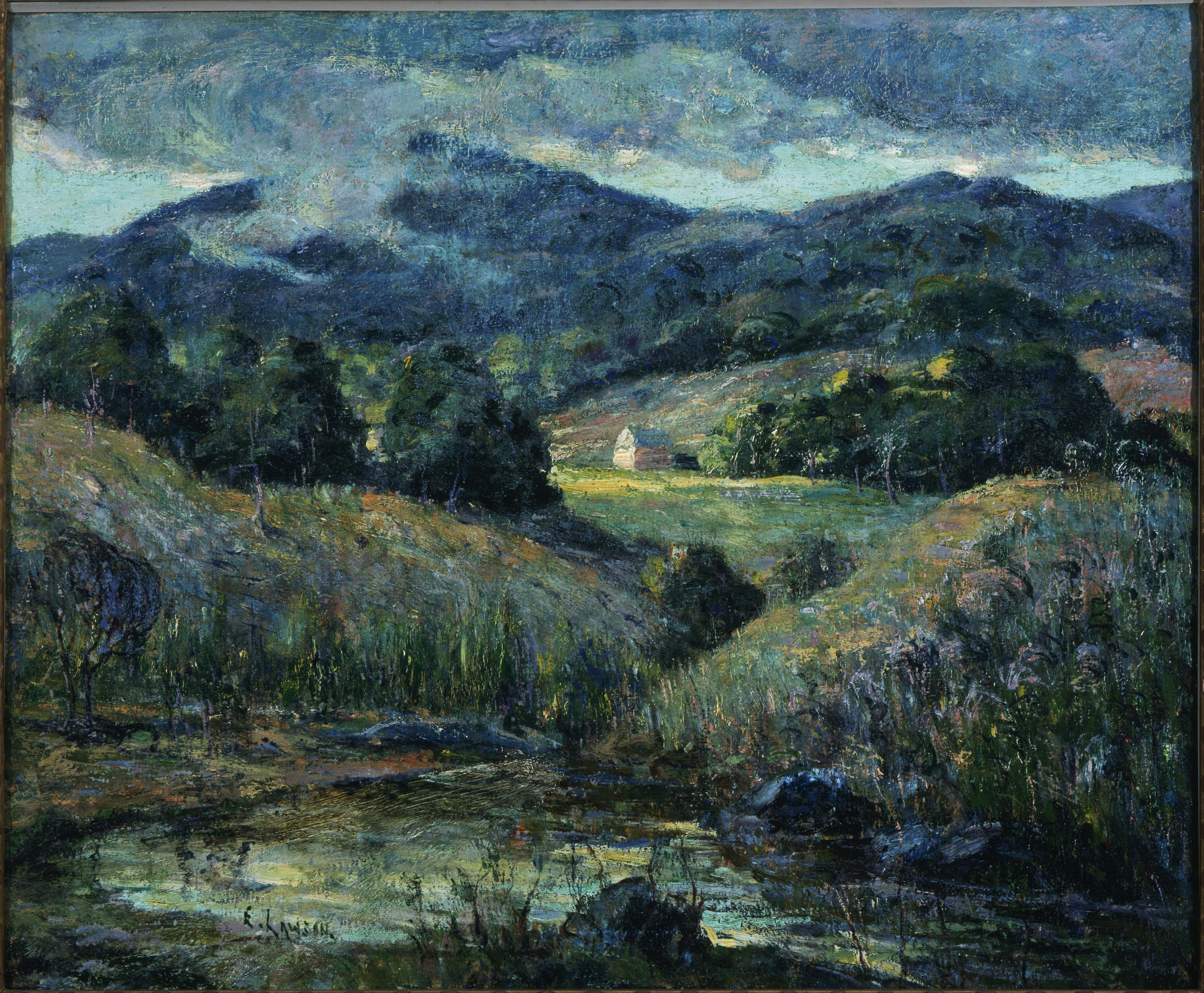
L'avvicinarsi del temporale
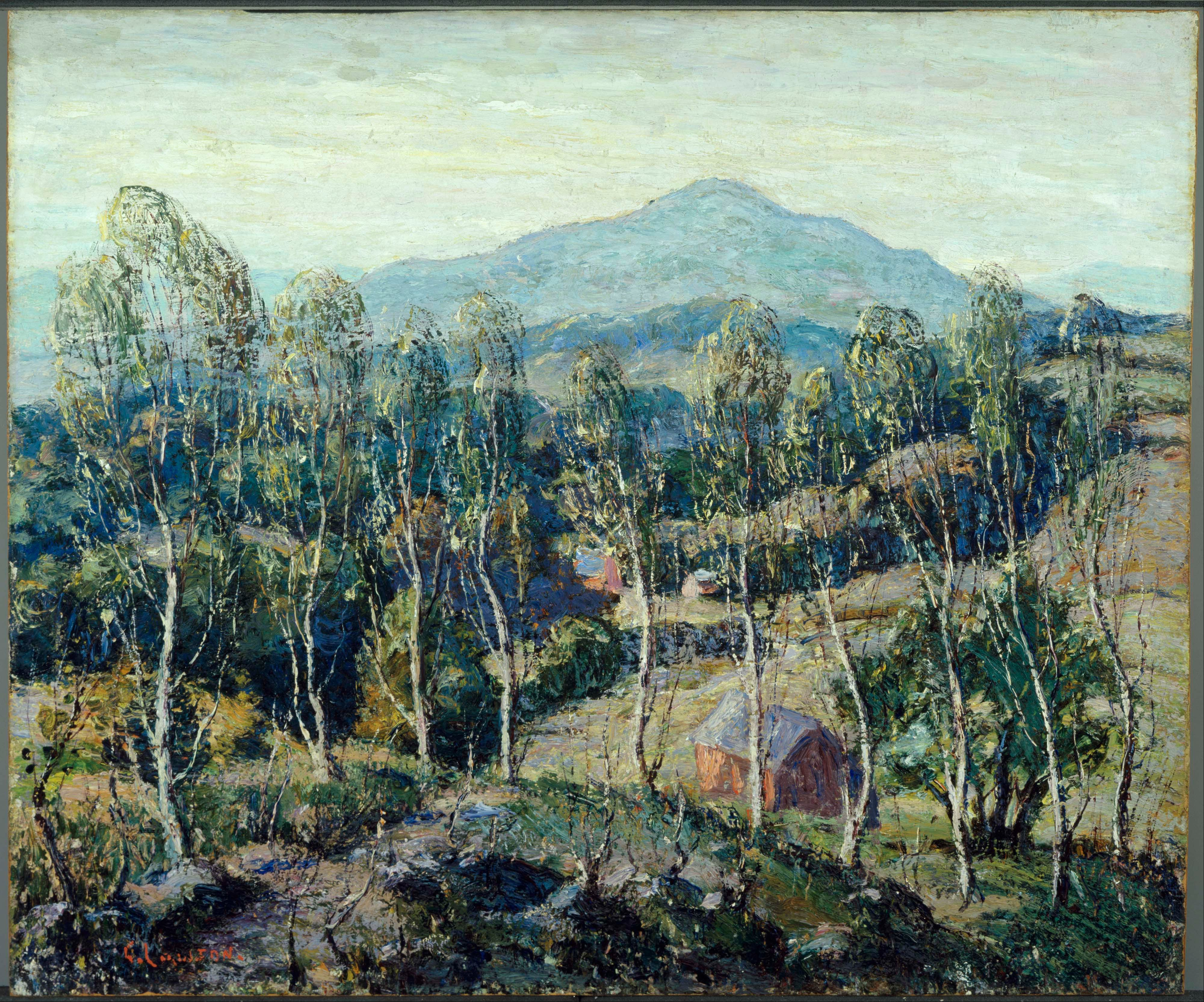
Betulle in Nuova Inghilterra
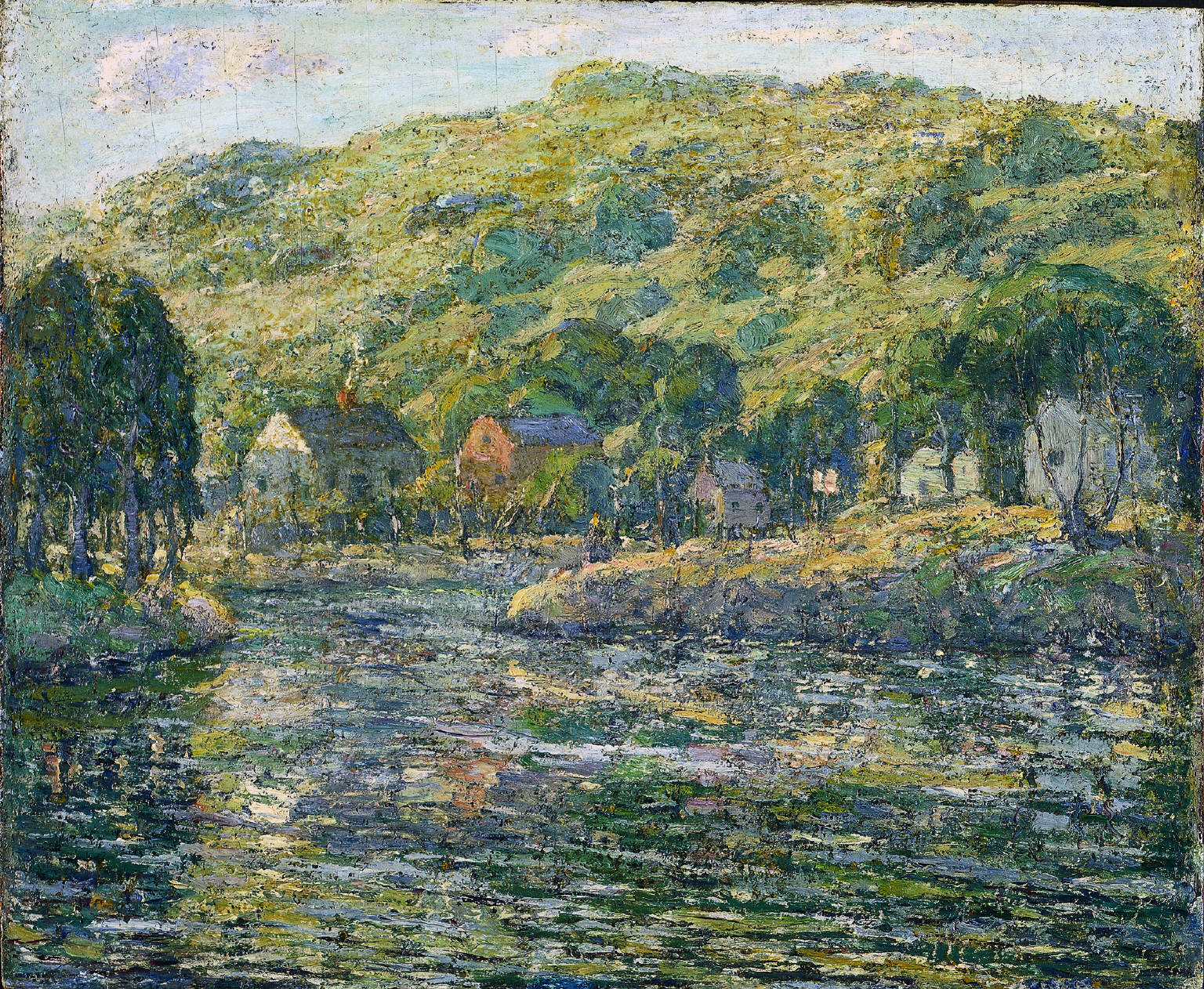
L'inizio della primavera
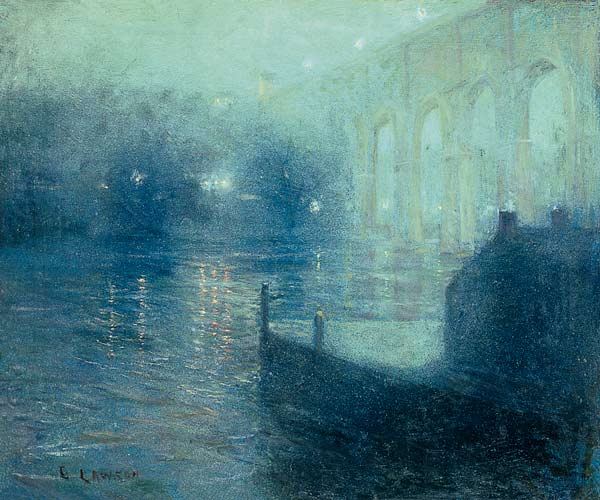
Harlem River
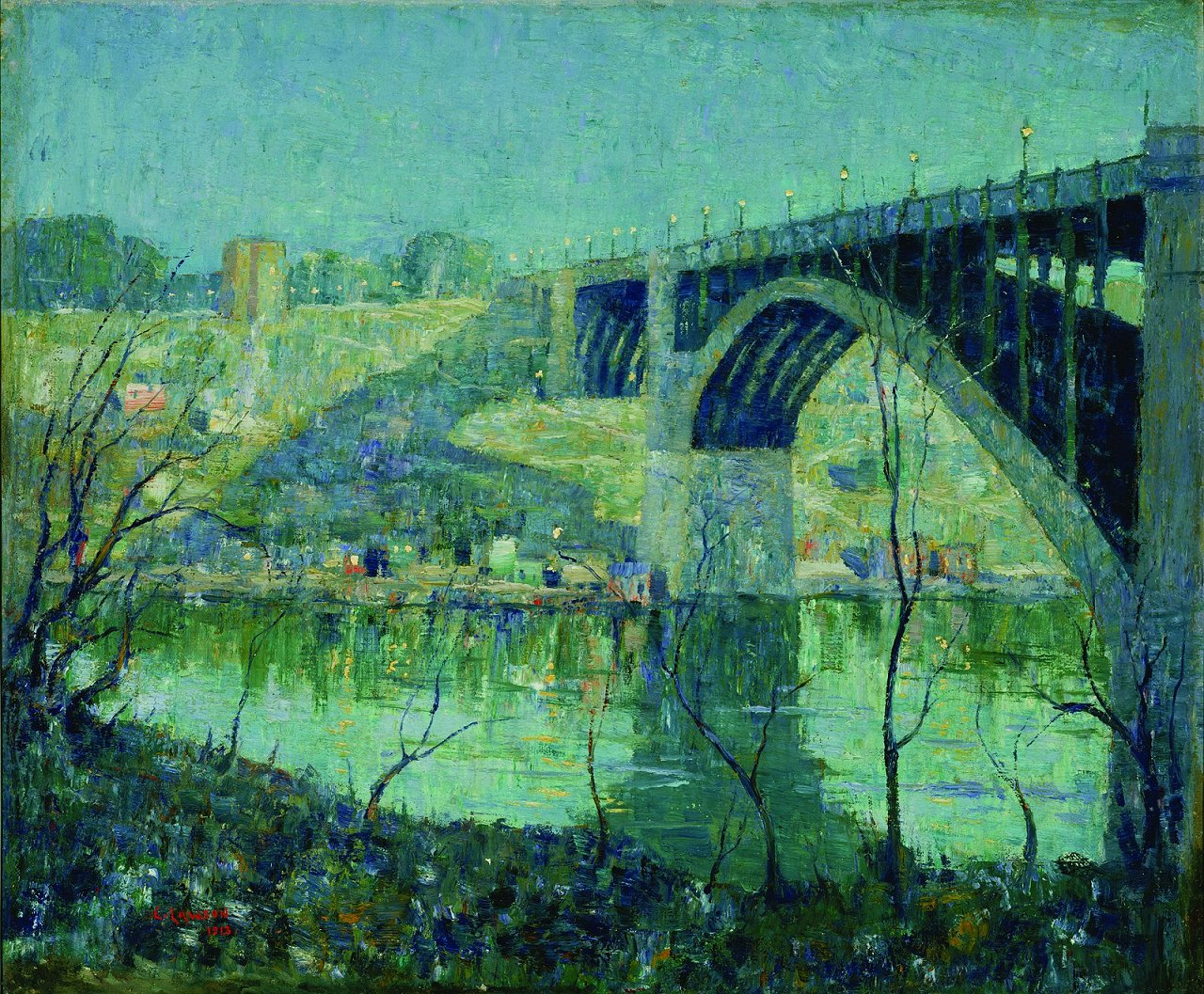
Notte di primavera
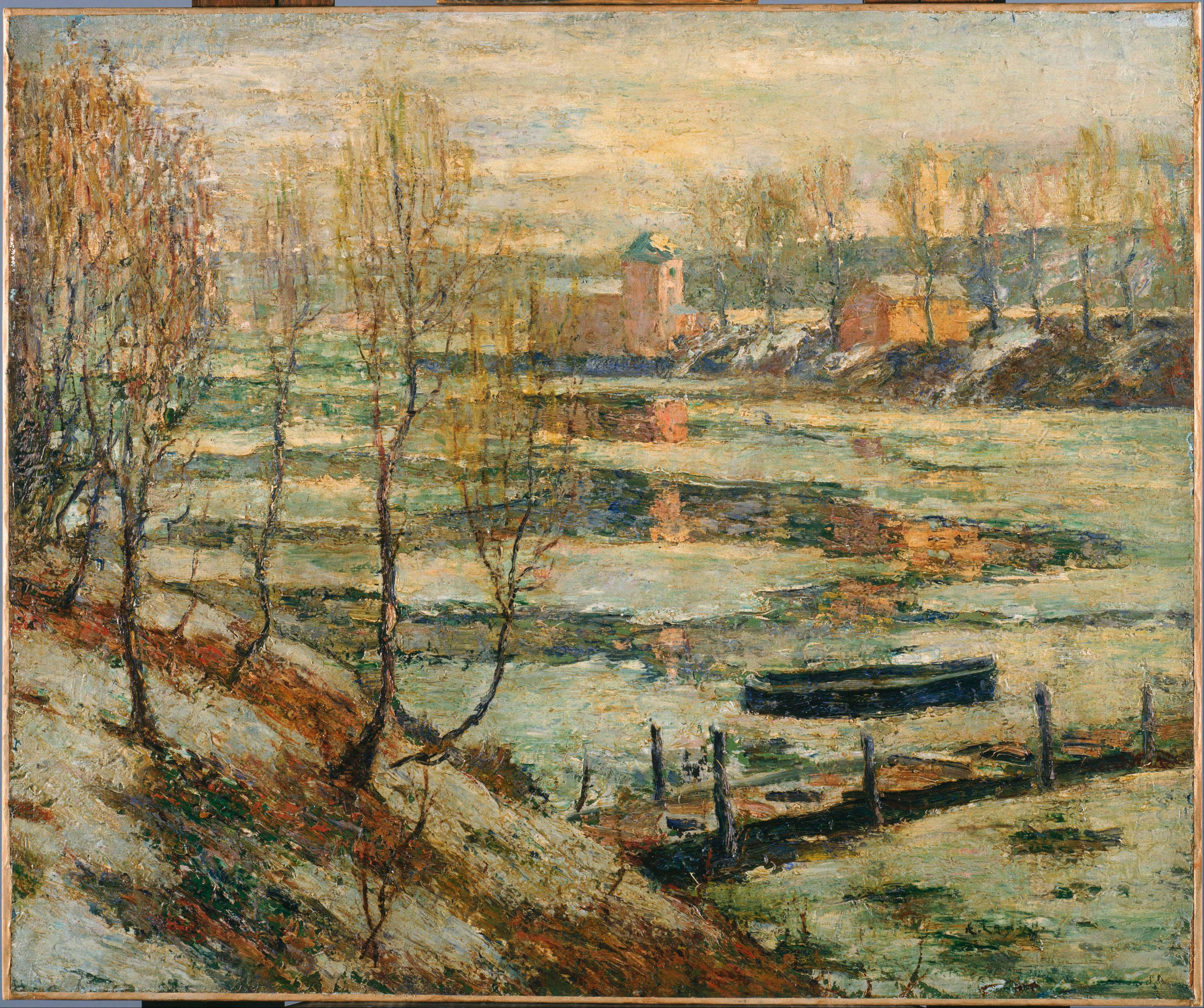
Fiume ghiacciato
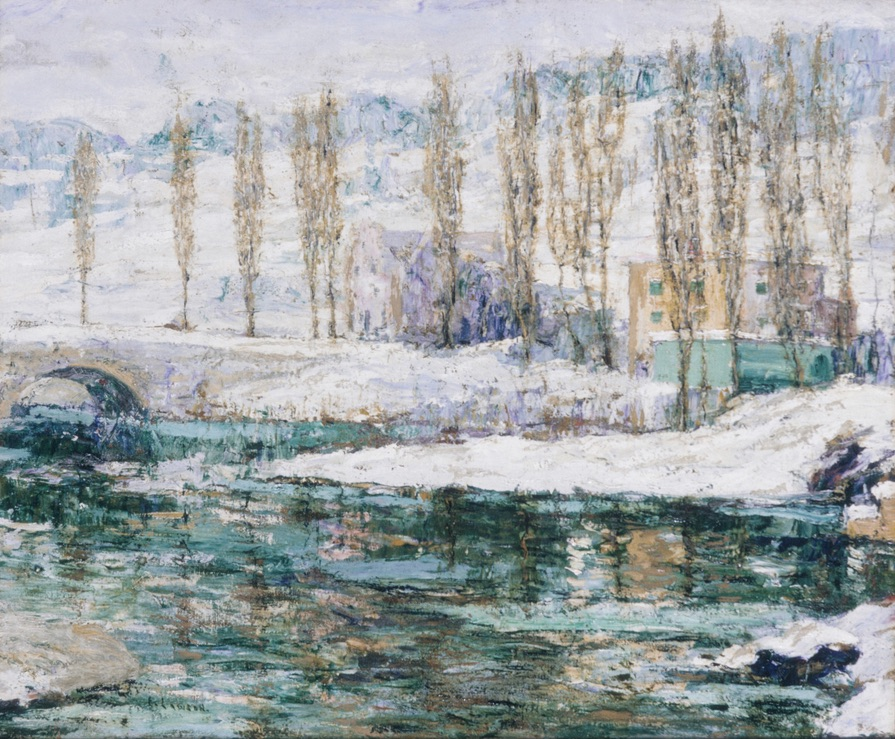
Inverno
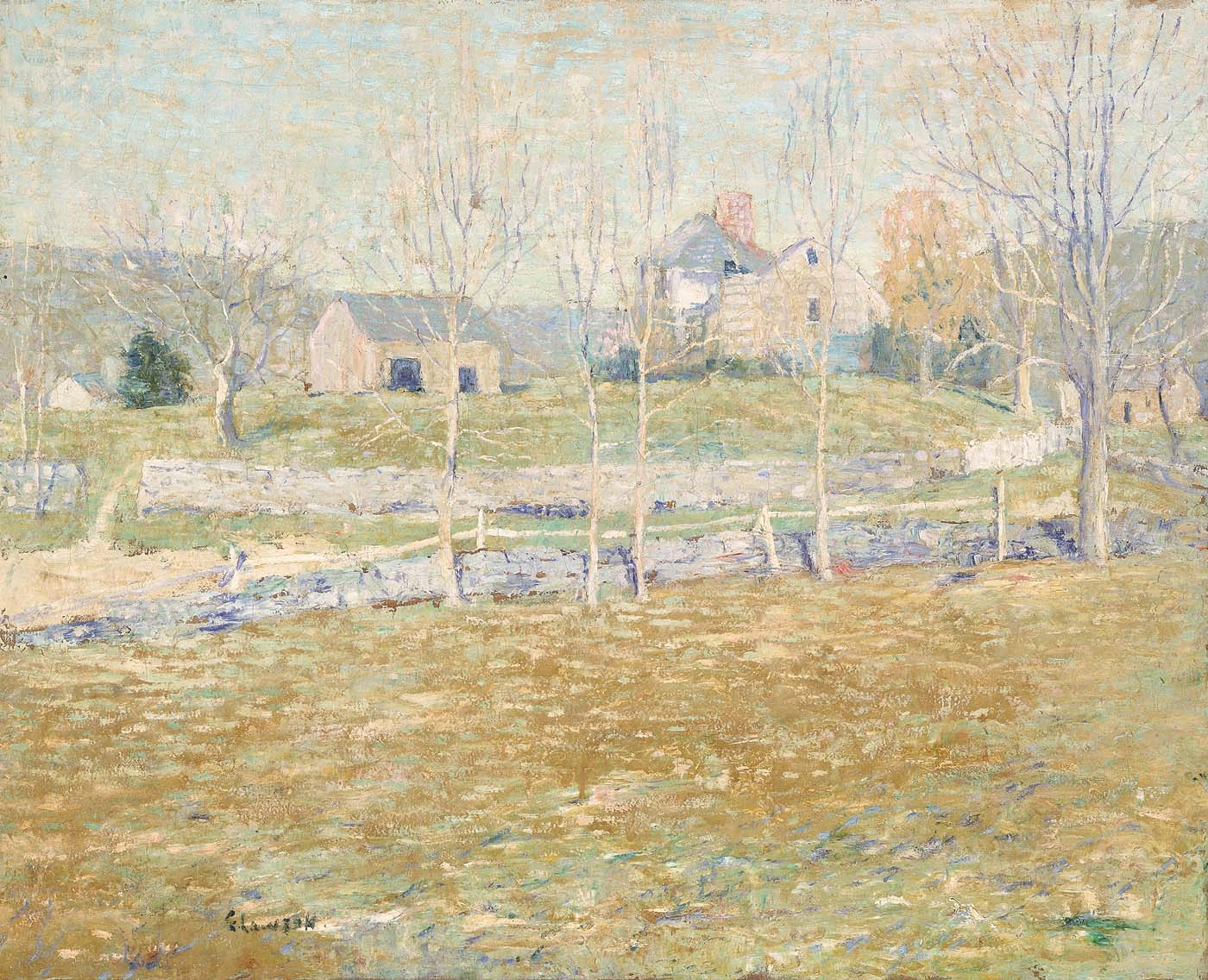
La fattoria abbandonata

## Altri progetti

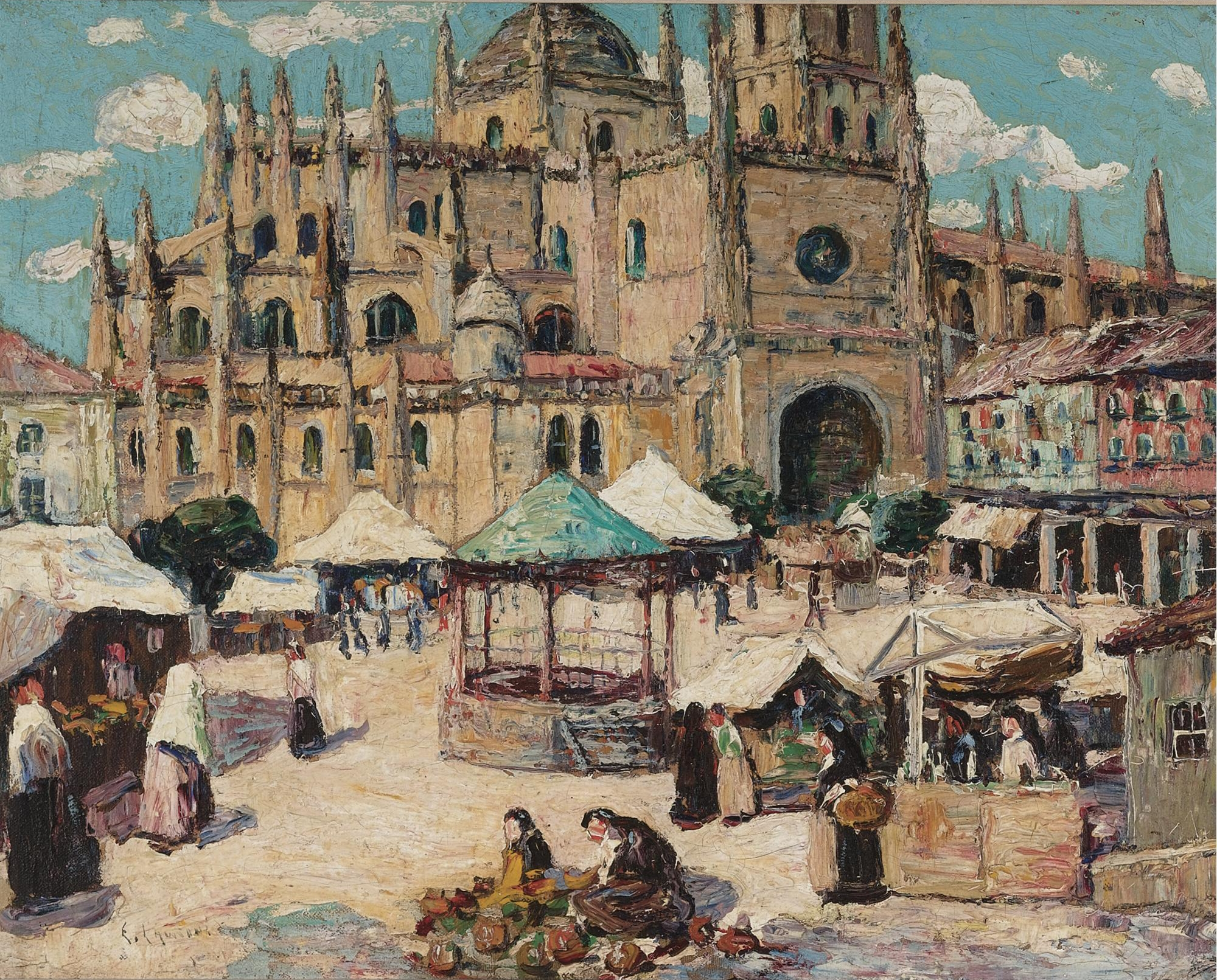
La piazza del mercato a Segovia